# Weiße Elster
Weisse Elster hay Elster Trắng (tiếng Đức: Weiße Elster, tiếng Séc: Bílý Halštrov) là một con sông dài 257 kilômét (160 mi) tại Trung Âu, là chi lưu hữu ngạn của Saale. Đầu nguồn của sông nằm tại phần cực tây của Cộng hòa Séc, gần Aš. Sau vài kilômét, sông chảy vào phía đông Đức. Tại Đức, sông chảy qua các bang Sachsen, Thüringen và Sachsen-Anhalt.
Mặc dù "Elster" trong tiếng Đức có nghĩa là "chim ác là", nguồn gốc tên gọi của con sông này không có liên hệ gì đến chim. Nó là một từ gốc Slav: alstrawa = vội vàng. Elster Trắng không bao giờ gặp Elster Đen (Schwarze Elster), là sông chảy từ Lusatia và đổ vào sông Elbe. Các con sông được đặt tên là "trắng" và "đen" để phân biệt.
Elster Trắng chảy qua các thành phố Plauen, Greiz, Gera, Zeitz, Pegau và Leipzig. Nó đổ vào Saale tại Halle.
Trong lịch sử Các cuộc chiến tranh của Napoléon, sông là nơi mà Thống chế Pháp Józef Antoni Poniatowski đã chết vào năm 1813 khi rút lui vào ngày 19 tháng 10 sau Trận Leipzig . Elster đã trở thành con sông bất hạnh với quân Pháp khi họ triệt thoái khỏi Leipzig vào tháng 10 năm 1813.

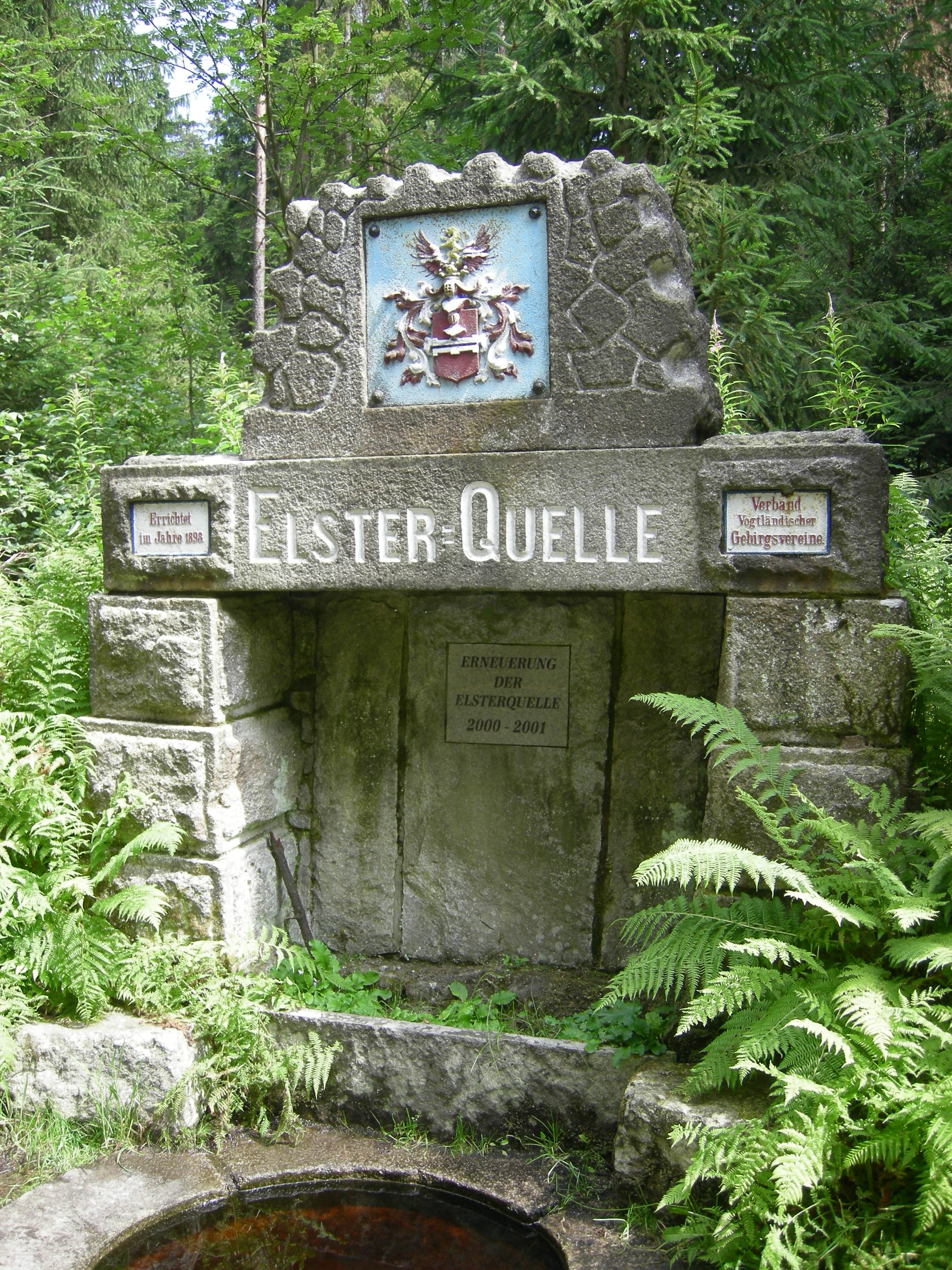
Đầu nguồn Weiße Elster tại cực tây của Cộng hòa Séc, gần Aš.
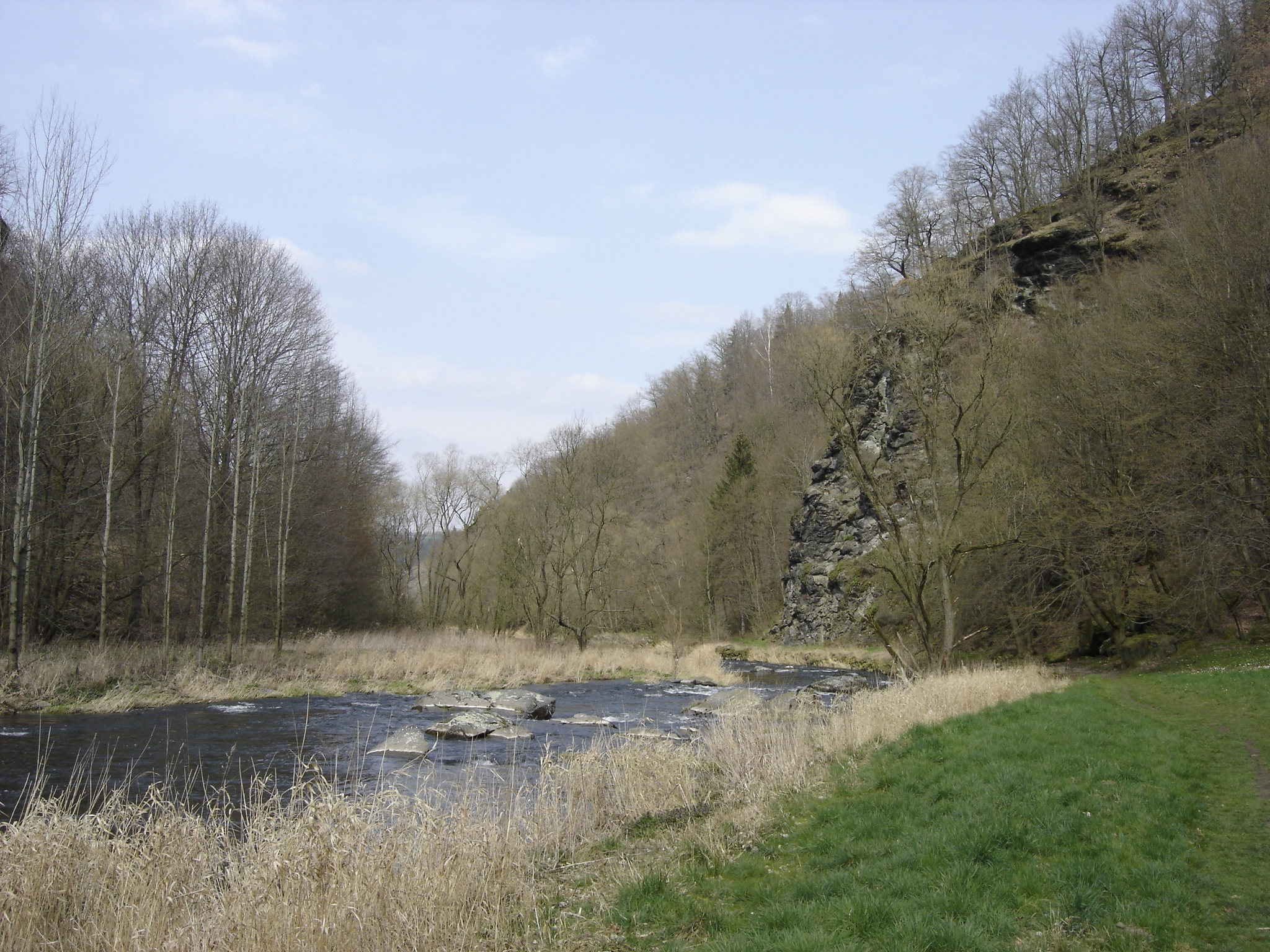
Weiße Elster giữa Rentzschmühle và Elsterberg
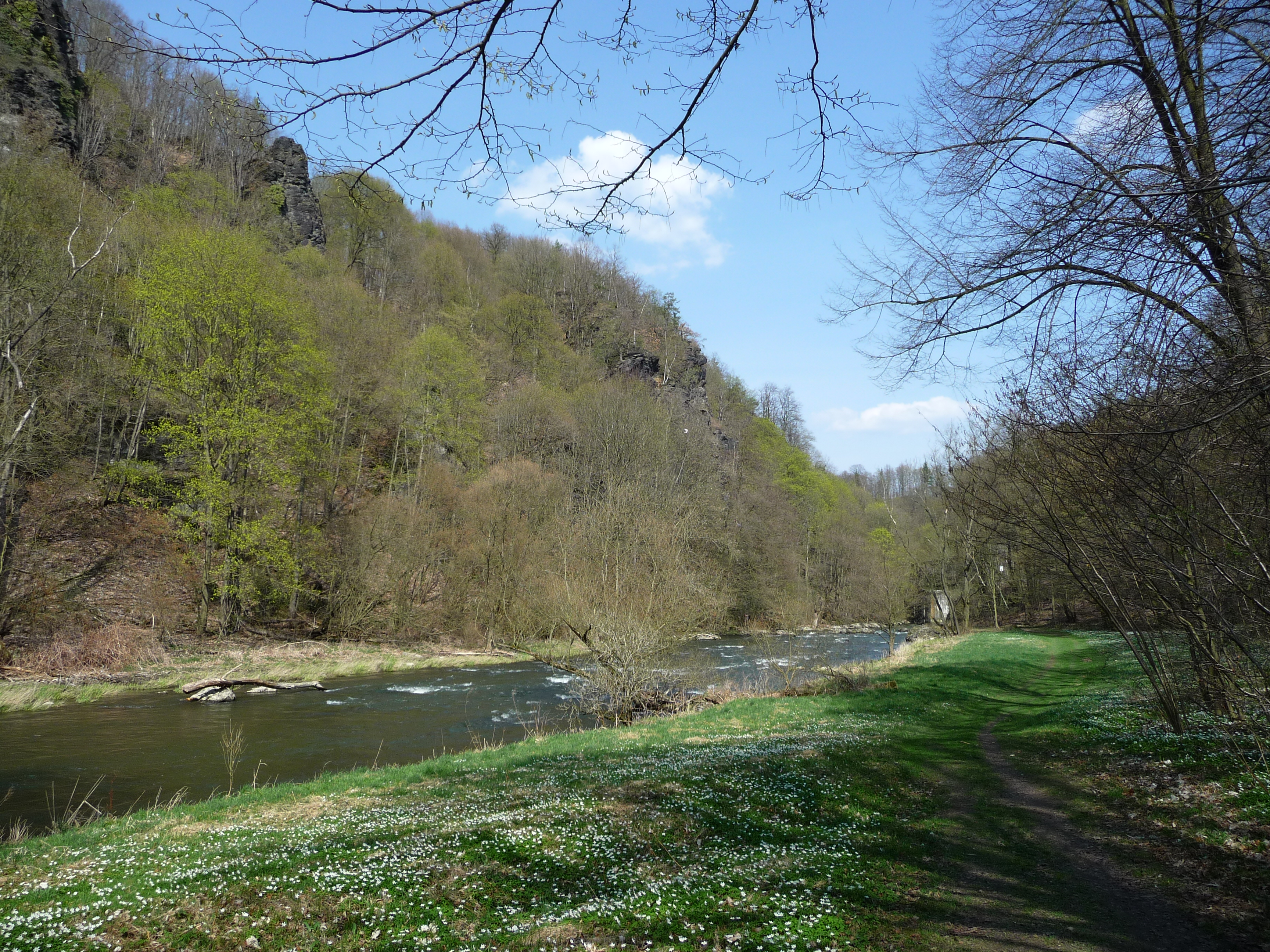
Weiße Elster tại Steinicht
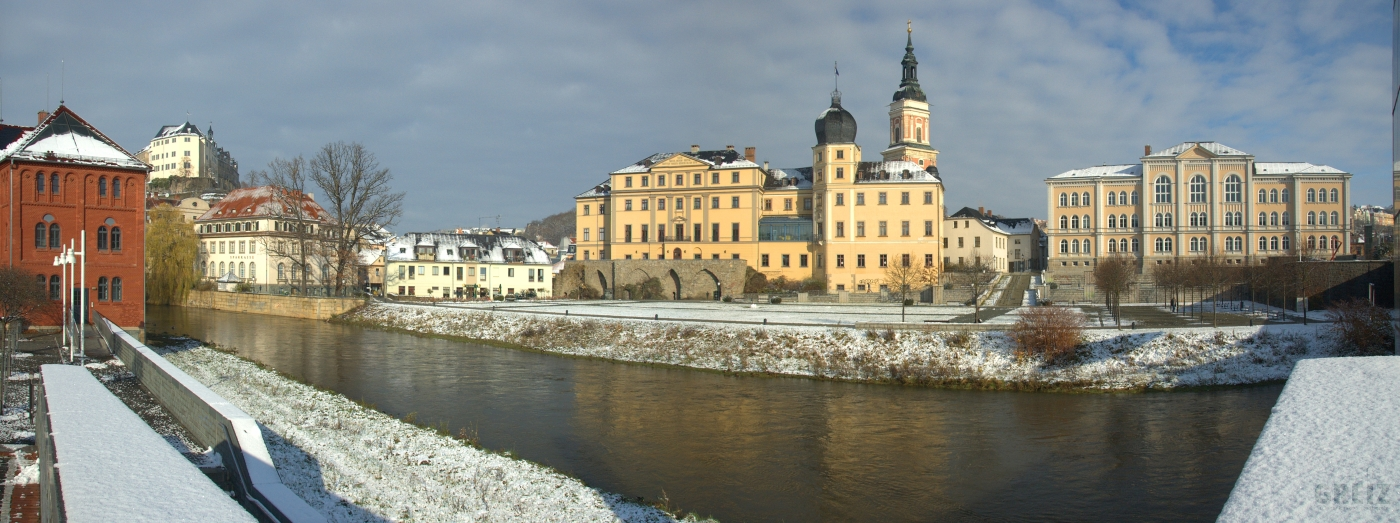
Quang cảnh Weiße Elster tại Greiz
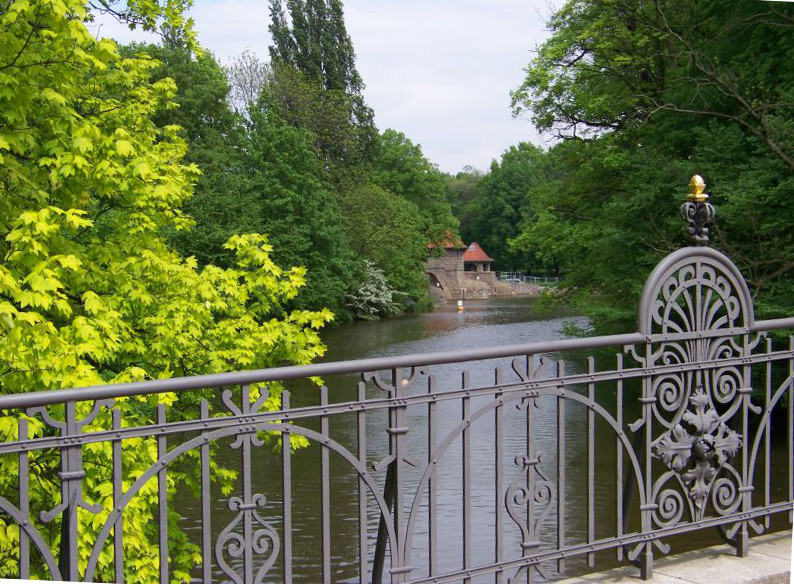
Weiße Elster chảy qua Palmengarten tại Leipzig